# F5 (التصنيف)
F5، أو SP5 أيضًا، هو تصنيف رياضي للكراسي المتحركة يتوافق مع المستوى العصبي T8 - L1. تاريخيا، كان يُعرف باسم الثلاثة السفلى، أو الأربعة العليا. يتمتع الأشخاص في هذه الفئة ببعض وظائف الجذع وتوازن جيد أثناء الجلوس. إنهم يعانون من مشاكل في وظيفة الورك، مما يقلل من قدرتهم على تدوير العمود الفقري.
الفئة المماثلة لألعاب القوى هي F55. يمكن العثور على المتنافسين F5 في عدد من فصول السباحة بما في ذلك SB3 وS4 وSB4 وSB5 وS5 وS6. من المرجح أن يكون الأشخاص في هذه الفئة لاعبين بنقطتين في كرة السلة على الكراسي المتحركة. في التجديف، يُصنفوا على أنهم AS. تتضمن عملية التصنيف في هذه الفئة عملية تصنيف طبي ووظيفي. غالبًا ما تكون هذه العملية خاصة بالرياضة.

## تعريف

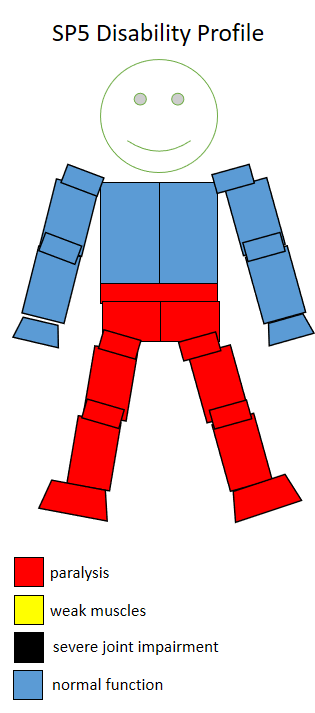
الملف الوظيفي للرياضي على الكرسي المتحرك في فئة F5.

هذا هو تصنيف رياضة الكراسي المتحركة الذي يتوافق مع المستوى العصبي T8 - L1. في الماضي، كانت هذه الفئة تُعرف باسم Lower 3 أو Upper 4.
في عام ٢٠٠٢، عرّف الاتحاد الأمريكي لألعاب القوى هذه الفئة بأنها "ثلاث حركات للجذع يمكن ملاحظتها في هذه الفئة: ١) الابتعاد عن ظهر الكرسي (باتجاه تصاعدي)؛ ٢) الحركة في المستوى الأمامي والخلفي؛ و٣) بعض دوران الجذع. يتمتعون بتوازن جيد إلى جيد أثناء الجلوس. لا يمتلكون حركة ورك وظيفية، لذا لا يملكون القدرة على رفع الفخذ لأعلى أثناء الجلوس. قد يعانون من تصلب في العمود الفقري يُحسّن التوازن، ولكنه يُقلل من قدرتهم على تدوير العمود الفقري. في رمي الجلة والرمح، يميلون إلى استخدام الحركات الأمامية والخلفية، بينما في رمي القرص، يستخدمون الحركة الدورانية بشكل أساسي. المستوى العصبي: T8-L1."

### عصبي
التعريف العصبي لهذه الفئة في عام 2003 هو T8 - L1. يميل موقع الآفات في الفقرات المختلفة إلى الارتباط بمستويات الإعاقة وقضايا الوظائف. يرتبط T12 و L1 بالتعصيب البطني الكامل.

### تشريحي
عرّفت جمعية الرياضات المعوقة الأمريكية (Disabled Sports USA) هذه الفئة تشريحيًا عام ٢٠٠٣ على أنها "وظيفة طبيعية للطرف العلوي. لديهم عضلات بطنية وباسطات للعمود الفقري (علوية أو غالبًا علوية وسفلية). قد تكون لديهم عضلات ثني ورك غير وظيفية (الدرجة ١). لا توجد لديهم وظيفة خاطفة.

### وظيفية
يتمتع الأشخاص في هذه الفئة بتوازن جيد أثناء الجلوس. يعاني الأشخاص الذين يعانون من آفات تقع بين T9 وT12 من فقدان بعض السيطرة على عضلات البطن. عرّفت جمعية الرياضات الأمريكية لذوي الإعاقة (Disabled Sports USA) هذا التصنيف الوظيفي عام ٢٠٠٣ بأنه "يمكن ملاحظة ثلاث حركات للجذع في هذه الفئة: ١) الابتعاد عن ظهر الكرسي (باتجاه تصاعدي). ٢) الحركة للأمام والخلف. ٣) بعض دوران الجذع. يتمتع هؤلاء الأشخاص بتوازن جيد إلى جيد أثناء الجلوس. لا يمتلكون عضلات ثني الورك الوظيفية، أي القدرة على رفع الفخذ لأعلى في وضعية الجلوس. قد يعانون من تصلب في العمود الفقري يُحسّن التوازن ولكنه يُقلل من قدرتهم على تدوير العمود الفقري." يتمتع الأشخاص في هذه الفئة بسعة تنفسية إجمالية تبلغ ٨٧٪ مقارنةً بالأشخاص غير المعاقين.

## الحوكمة
بشكل عام، يُشرف على تصنيف إصابات الحبل الشوكي ورياضة الكراسي المتحركة من قبل الاتحاد الدولي لرياضة الكراسي المتحركة ومبتوري الأطراف ( IWAS )، بعد توليه هذا الدور بعد اندماج ISMWSF وISOD في عام 2005. من الخمسينيات وحتى أوائل العقد الأول من القرن الحادي والعشرين، كان تصنيف رياضة الكراسي المتحركة يُجرى عبر الاتحاد الدولي لألعاب ستوك ماندفيل (ISMGF).
بعض الرياضات لها تصنيف يُدار من قبل منظمات أخرى. في حالة ألعاب القوى، يُعامل مع التصنيف من قبل IPC Athletics. تُدار تصنيف رياضة الرجبي على الكراسي المتحركة من قبل الاتحاد الدولي للرجبي على الكراسي المتحركة منذ عام 2010. يُعامل مع لعبة البولينج على العشب بواسطة International Bowls for the Disabled. يُنظم سياج الكراسي المتحركة بواسطة IWAS Wheelchair Fencing (IWF). تدير اللجنة البارالمبية الدولية تصنيف عدد من رياضات إصابات النخاع الشوكي والكراسي المتحركة بما في ذلك التزلج على جبال الألب، والبياتلون، والتزلج الريفي على الثلج، وهوكي الزلاجات الجليدية، ورفع الأثقال، والرماية، والسباحة، والرقص على الكراسي المتحركة.
بعض الرياضات المخصصة للأشخاص ذوي الإعاقة، مثل سباق الجري، لها هيئتان حاكمتان تعملان معًا للسماح لأنواع مختلفة من الإعاقات بالمشاركة. يُدار سباق الجري من قبل كل من CPISRA و IWAS، حيث تتعامل IWAS مع الرياضيين ذوي الإعاقات المرتبطة بالحبل الشوكي.
ويٌعامل أيضًا مع التصنيف على المستوى الوطني أو على المستوى الرياضي الوطني المحدد. في الولايات المتحدة، يُعامل مع هذا الأمر من قبل Wheelchair Sports, USA (WSUSA) التي أدارت سباقات المضمار والميدان والتعرج وسباقات المسافات الطويلة على الكراسي المتحركة. بالنسبة لكرة السلة على الكراسي المتحركة في كندا، يُعامل مع التصنيف بواسطة كرة السلة على الكراسي المتحركة في كندا.

## تاريخ
في وقت مبكر من تاريخ هذه الفئة، كان للفئة اسم مختلف وكانت تعتمد على التصنيف الطبي وكانت مخصصة في الأصل لألعاب القوى. خلال الستينيات والسبعينيات من القرن العشرين، كان التصنيف يتضمن إجراء فحص في وضع الاستلقاء على طاولة الفحص، حيث كان العديد من المصنفين الطبيين يقفون في كثير من الأحيان حول اللاعب، ويقومون بفحص عضلاته بأيديهم وبالدبابيس. لم يكن النظام يحتوي على ضمانات خصوصية مدمجة ولم تؤمن خصوصية اللاعبين المصنفين أثناء التصنيف الطبي ولا مع سجلاتهم الطبية.
في أواخر الستينيات، حاول الناس في كثير من الأحيان الغش في التصنيف للحصول على تصنيف أكثر ملاءمة. كانت المجموعة الأكثر احتمالاً لمحاولة الغش في التصنيف هي لاعبي كرة السلة على الكراسي المتحركة الذين يعانون من إصابات كاملة في الحبل الشوكي تقع عند المقطع الصدري العالي للعمود الفقري. بدءًا من ثمانينيات القرن العشرين وحتى تسعينياته، بدأ تعريف هذه الفئة بشكل أكبر حول التصنيف الوظيفي بدلاً من التصنيف الطبي.

## الرياضة

### ألعاب القوى

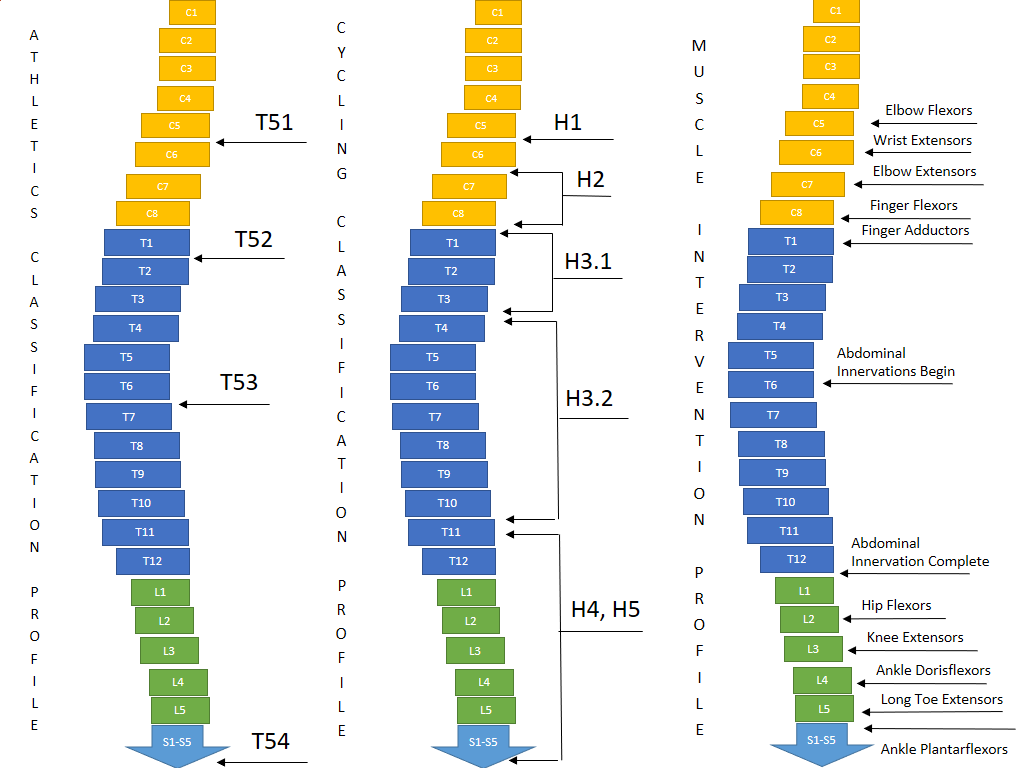
مقارنة الأعصاب العضلية الرئيسية لمستويات الحبل الشوكي مقارنة بتصنيفات ركوب الدراجات وألعاب القوى.

وفقًا لنظام تصنيف ألعاب القوى IPC، تتنافس هذه الفئة في F55. تشمل الأحداث الميدانية المفتوحة لهذه الفئة دفع الجلة والقرص والرمح. في الخماسي، تضمنت أحداث هذه الفئة رمي الجلة، ورمي الرمح، ورمي 200 متر، ورمي القرص، ورمي 1500 متر. يقوم رياضيو الفئة F5 بالرمي من وضعية الجلوس، ويستخدمون رمحًا يزن .6 كيلوغرام (1.3 رطل). وزن دفع الجلة الذي تستخدمه النساء في هذه الفئة أقل من الدفعة التقليدية بمقدار 3 كيلوغرام (6.6 رطل). الرياضيون في هذه الفئة الذين يتمتعون بقدرة جيدة على التحكم في الجذع والقدرة على الحركة لديهم ميزة على الرياضيين في نفس الفئة الذين لديهم قدرة أقل على التحكم في الجذع والقدرة على الحركة. يمكن أن يؤدي هذا الاختلاف الوظيفي إلى نتائج أداء مختلفة داخل نفس الفئة، حيث يتمكن رامي القرص الذين يتمتعون بمزيد من التحكم في الفئة من رمي القرص لمسافة أبعد.
هناك اختلافات وتشابهات في الأداء بين هذه الفئة وفئات الكراسي المتحركة الأخرى. وجدت دراسة أجريت على رماة الرمح في عام 2003 أن رماة F5 لديهم سرعات زاوية لحزام الكتف مماثلة لتلك الموجودة في رماة F3 إلى F9. وجدت دراسة أجريت عام 1999 على لاعبي رمي القرص أن الجزء العلوي من الذراع بالنسبة للاعبي رمي القرص من F5 إلى F8 يميل إلى أن يكون بالقرب من الوضع الأفقي في لحظة إطلاق القرص. يتمتع رامي القرص من F5 إلى F7 بسرعة زاوية أكبر لحزام الكتف أثناء إطلاق القرص مقارنة بالفئات ذات العدد الأقل من F2 إلى F4. لدى لاعبي رمي القرص F5 وF8 متوسط سرعة زاوية الساعد أقل من لاعبي رمي القرص F2 وF4. تنتج سرعة F2 وF4 عن استخدام ثني الكوع للتعويض عن ميزة ثني الكتف لدى الرماة من F5 إلى F8.
أُجريت دراسة لمقارنة أداء المتنافسين في ألعاب القوى في دورة الألعاب البارالمبية الصيفية عام 1984. ووجدت الدراسة أن هناك اختلافًا طفيفًا في الأداء في المسافة بين النساء في 1C (SP3، SP4)، 2 (SP4) و3 (SP4، SP5) في الرمح. ووجدت الدراسة أن هناك اختلافًا طفيفًا في الأداء في الوقت بين النساء في 1C (SP3، SP4)، 2 (SP4) و3 في 60 مترًا. ووجدت الدراسة أن هناك فروقًا طفيفة في الأداء في المسافة بين النساء في 2 (SP4) و 3 في القرص. ووجدت الدراسة أن هناك اختلافًا طفيفًا في الأداء في المسافة بين السيدات في 2 (SP4) و3 في دفع الجلة. ووجدت الدراسة أن هناك اختلافًا طفيفًا في الأداء في الوقت بين النساء في 2 (SP4) و 3 في 60 مترًا. ووجدت الدراسة أن هناك اختلافًا طفيفًا في الأداء في الوقت بين النساء في 2 (SP4) و 3 في سباق 200 متر. ووجدت الدراسة أن هناك اختلافًا طفيفًا في الأداء في الوقت بين النساء في 2 (SP4) و 3 في سباق 400 متر. ووجدت الدراسة أن هناك اختلافًا طفيفًا في الأداء في الوقت بين النساء في 2 (SP4) و 3 في التعرج. ووجدت الدراسة أن هناك اختلافًا طفيفًا في الأداء في المسافة بين الرجال في 2 (SP4) و 3 في رمي القرص. ووجدت الدراسة أن هناك اختلافًا طفيفًا في الأداء في المسافة بين الرجال في 2 (SP4) و 3 في الرمح. ووجدت الدراسة أن هناك اختلافًا طفيفًا في الأداء في المسافة بين الرجال في 2 (SP4) و 3 في دفع الجلة. ووجدت الدراسة أن هناك اختلافًا طفيفًا في الأداء في الوقت بين الرجال في 2 (SP4) و 3 في سباق 100 متر. ووجدت الدراسة أن هناك اختلافًا طفيفًا في الأداء في الوقت بين الرجال في 2 (SP4) و 3 في سباق 200 متر. ووجدت الدراسة أن هناك اختلافًا طفيفًا في الأداء في الوقت بين الرجال في 2 (SP4) و 3 في سباق 400 متر. ووجدت الدراسة أن هناك اختلافًا طفيفًا في الأداء في المسافة بين النساء في 2 (SP4) و3 و4 في رمي القرص. ووجدت الدراسة أن هناك اختلافًا طفيفًا في الأداء في الوقت بين الرجال في 2 (SP4) و3 و4 في سباق 100 متر. ووجدت الدراسة أن هناك فروقًا طفيفة في الأداء في المسافة بين النساء في 2 (SP4)، 3، 4، 5 و6 في القرص. ووجدت الدراسة أن هناك اختلافًا طفيفًا في الأداء في الوقت بين الرجال في 3 و4 و5 و6 في سباق 200 متر. ووجدت الدراسة أن هناك اختلافًا طفيفًا في الأداء في الوقت بين النساء في الثواني 3 و4 و5 في سباق 60 مترًا. ووجدت الدراسة أن هناك اختلافًا طفيفًا في الأداء في المسافة بين الرجال في فئة 3 و4 في رمي الرمح. ووجدت الدراسة أن هناك اختلافًا طفيفًا في الأداء في المسافة بين الرجال في فئة 3 و4 في دفع الجلة. ووجدت الدراسة أن هناك فروقًا طفيفة في الأداء في المسافة بين النساء في التصفيات 4 و5 و6 في رمي القرص. ووجدت الدراسة أن هناك فروقًا طفيفة في الأداء في المسافة بين النساء في التصفيات 4 و5 و6 في رمي الرمح. وجدت الدراسة فرقًا طفيفًا في أداء النساء في المسافات بين 4 و5 و6 في دفع الجلة، وفرقًا طفيفًا في أداء النساء في المسافات بين 4 و5 و6 في رمي القرص. ووجدت الدراسة أن هناك اختلافًا طفيفًا في الأداء في الوقت بين النساء في الثواني 4 و5 و6 في سباق 60 مترًا. ووجدت الدراسة أن هناك اختلافًا طفيفًا في الأداء في الوقت بين النساء في الثواني 4 و5 و6 في سباق 800 متر. ووجدت الدراسة أن هناك اختلافًا طفيفًا في الأداء في الوقت بين النساء في الثواني 4 و5 و6 في سباق 1500 متر. ووجدت الدراسة أن هناك اختلافًا طفيفًا في الأداء في الوقت بين النساء في سباقات التعرج في المراحل 4 و5 و6. ووجدت الدراسة أن هناك اختلافًا طفيفًا في الأداء في المسافة بين الرجال في الفئات 4 و5 و6 في رمي القرص. ووجدت الدراسة أن هناك اختلافًا طفيفًا في الأداء في المسافة بين الرجال في التصفيات 4 و5 و6 في دفع الجلة. ووجدت الدراسة أن هناك اختلافًا طفيفًا في الأداء في الوقت بين الرجال في الثواني 4 و5 و6 في سباق 100 متر. ووجدت الدراسة أن هناك اختلافًا طفيفًا في الأداء في الوقت بين الرجال في الـ 4 و5 و6 في سباق 800 متر. ووجدت الدراسة أن هناك اختلافًا طفيفًا في الأداء في الوقت بين الرجال في الـ 4 والـ 5 والـ 6 في سباق 1500 متر. وقد وجدت الدراسة أنه لا يوجد فرق كبير في الأداء في الوقت بين الرجال في السباقات 4 و5 و6 في التعرج.

### تجديف
التجديف هو أحد الرياضات المتاحة للمتنافسين في فئة F5. في الوقت الحالي، يتنافس الأشخاص الذين يعانون من إصابة كاملة في الحبل الشوكي على مستوى T12 أو غير كاملة في T10 في AS. هذه الفئة مخصصة للأشخاص الذين يستخدمون أذرعهم وأكتافهم للتجديف. لقد انخفض توازنهم أثناء التجديف. يستخدمون أذرعهم وأكتافهم بشكل كبير للحصول على الدفع في الماء، ويُطلب منهم استخدام حزام الصدر وحزام الركبة وعوامات على قاربهم ومجاديف قصيرة لمنع التداخل. في عام 1991، أُنشئ أول نظام تصنيف للتجديف التكيفي مقبول دوليًا ووضع موضع الاستخدام. صُنف الأشخاص من هذه الفئة في البداية على أنهم P1 للأشخاص الذين يعانون من آفات في T2-T9 أو P2 للأشخاص الذين يعانون من آفات في T10-L4.

### سباحة
يتنافس السباحون في هذه الفئة في عدد من فصول السباحة IPC. وتشمل هذه SB3، S4، SB4، SB5، S5 وS6. تُصنف السباحة على أساس نظام النقاط الإجمالية، مع استخدام مجموعة متنوعة من الاختبارات الوظيفية والطبية كجزء من صيغة لتعيين فئة. يتضمن جزء من هذا الاختبار مقياس مجلس البحوث الطبية المُعدَّل (MRC). بالنسبة لتمديد الجذع العلوي، يُعطى T6 - T10 3 - 5 نقاط.
يميل الأشخاص في SB3 إلى أن يكونوا مصابين بشلل رباعي غير كامل أسفل C7، أو مصابين بشلل نصفي كامل حول T1 - T5، أو مصابين بشلل نصفي كامل في T1 - T8 مع وضع قضبان جراحية في العمود الفقري من T4 إلى T6. تؤثر هذه القضبان على وظيفة أسفل الظهر وتوازنهم. يميل الأشخاص في SB4 إلى أن يكونوا مصابين بشلل نصفي كامل أسفل T6 إلى T10، أو مصابين بشلل نصفي كامل في T9 - L1 مع وضع قضبان جراحية في العمود الفقري من T4 إلى T6 مما يؤثر على توازنهم، أو مصابين بشلل رباعي غير كامل أسفل C8 مع وظيفة جذع جيدة. يميل السباحون S5 الذين يعانون من إصابات في الحبل الشوكي إلى أن يكونوا مصابين بشلل نصفي كامل مع آفات أسفل T1 إلى T8، أو مصابين بشلل رباعي غير كامل أسفل C8 ولديهم تحكم جيد في الجذع. يتمتع هؤلاء السباحون بالقدرة على استخدام أذرعهم بشكل كامل ويكونون قادرين على استخدام أذرعهم وأيديهم وأصابعهم للحصول على الدفع في مرحلة الإمساك بالسباحة. نظرًا لأن لديهم تحكمًا ضئيلًا في الجذع، فإن الوركين لديهم تميل إلى أن تكون منخفضة قليلاً في الماء ولديهم مقاومة للساق. يبدأون إما في الماء أو من وضعية الغوص الجالس. يستخدمون أيديهم للقيام بالانعطافات. يميل الأشخاص في SB5 إلى أن يكونوا مصابين بالشلل النصفي الكامل أسفل T11 إلى L1 والذين لا يستطيعون استخدام أرجلهم للسباحة، أو مصابين بالشلل النصفي الكامل في L2 إلى L3 مع وضع قضبان جراحية في العمود الفقري من T4 إلى T6 مما يؤثر على توازنهم. يميل السباحون S6 الذين يعانون من إصابات في الحبل الشوكي إلى أن يكونوا مصابين بشلل نصفي كامل مع آفات أسفل T9 إلى L1 حيث لا تساعدهم وظيفة ساقهم في السباحة. يتمتع السباحون من هذا النوع S6 بدورات ذراع مؤثرة ويمكنهم استخدام أيديهم وأصابعهم للحصول على الدفع أثناء مرحلة الإمساك. قد تنخفض أردافهم قليلاً في الماء، لكن أرجلهم لا تكون في وضعية V. يمكن أن تبدأ إما في الماء أو من وضعية الغوص جالسًا. إنهم يتحولون باستخدام أيديهم.
أُجريت دراسة لمقارنة أداء المتنافسين في ألعاب القوى في دورة الألعاب البارالمبية الصيفية عام 1984. ووجدت الدراسة أن هناك اختلافًا طفيفًا في أوقات الأداء بين النساء في 2 (SP4) و 3 (SP4، SP5) في سباحة الصدر 50 مترًا. ووجدت الدراسة أن هناك اختلافًا طفيفًا في أوقات الأداء بين الرجال في 2 (SP4) و 3 (SP4، SP5) في سباحة الصدر 50 مترًا. ووجدت الدراسة أن هناك اختلافًا طفيفًا في أوقات الأداء بين النساء في 2 (SP4) و 3 (SP4، SP5) في سباق 50 متر سباحة حرة. ووجدت الدراسة أن هناك اختلافًا طفيفًا في أوقات الأداء بين الرجال في 2 (SP4) و 3 (SP4، SP5) في سباق 50 متر سباحة حرة. ووجدت الدراسة أن هناك اختلافًا طفيفًا في أوقات الأداء بين الرجال في 2 (SP4) و 3 (SP4، SP5) في سباحة الظهر 50 مترًا. ووجدت الدراسة أن هناك اختلافًا طفيفًا في أوقات الأداء بين النساء في 4 (SP5، SP6)، و5 (SP6، SP7) و6 (SP7) في سباق 100 متر صدر. ووجدت الدراسة أن هناك اختلافًا طفيفًا في أوقات الأداء بين النساء في 4 (SP5، SP6)، و5 (SP6، SP7) و6 (SP7) في سباق 100 متر ظهر. ووجدت الدراسة أن هناك اختلافًا طفيفًا في أوقات الأداء بين النساء في 4 (SP5، SP6)، و5 (SP6، SP7) و6 (SP7) في سباق 100 متر حرة. ووجدت الدراسة أن هناك اختلافًا طفيفًا في أوقات الأداء بين النساء في 4 (SP5، SP6)، و5 (SP6، SP7) و6 (SP7) في سباق 14 × 50 مترًا فرديًا متنوعًا. ووجدت الدراسة أن هناك اختلافًا طفيفًا في أوقات الأداء بين الرجال في 4 (SP5، SP6)، و5 (SP6، SP7) و6 (SP7) في سباق 100 متر ظهر. ووجدت الدراسة أن هناك اختلافًا طفيفًا في أوقات الأداء بين الرجال في 4 (SP5، SP6)، و5 (SP6، SP7) و6 (SP7) في سباق 100 متر صدر. ووجدت الدراسة أن هناك اختلافًا طفيفًا في أوقات الأداء بين النساء في 2 (SP4)، و3 (SP4، SP5) و4 (SP5، SP6) في سباحة الفراشة 25 مترًا. وقد وجدت الدراسة أن هناك اختلافًا طفيفًا في أوقات الأداء بين الرجال في 2 (SP4)، و3 (SP4، SP5) و4 (SP5، SP6) في سباق الفراشة 25 مترًا.

### كرة السلة على الكراسي المتحركة

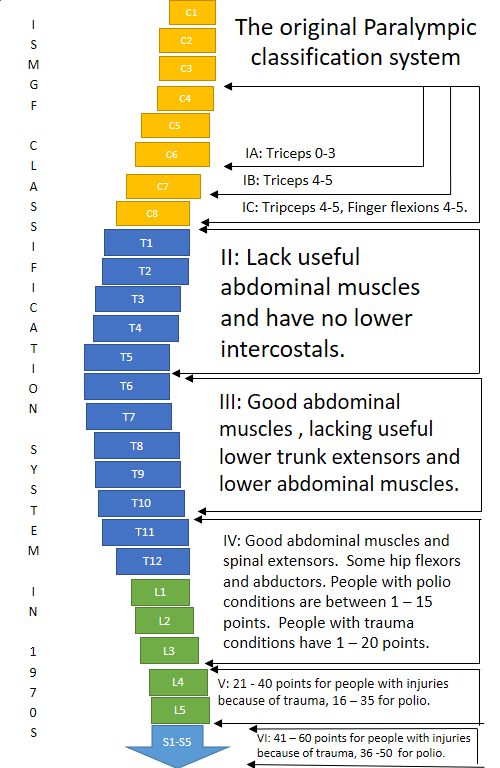
نظام تصنيف ISMGF الأصلي المستخدم في الألعاب البارالمبية المبكرة.

كان نظام تصنيف كرة السلة على الكراسي المتحركة الأصلي في عام 1966 يتكون من 5 فئات: A، B، C، D، S. وكانت كل فئة تساوي عددًا معينًا من النقاط. أ كان يساوي 1، ب و ج كانا يساويان 2. كان D و S يستحقان 3 نقاط. يمكن أن يحصل الفريق على 12 نقطة كحد أقصى على أرض الملعب. كان هذا النظام هو النظام المطبق في دورة الألعاب البارالمبية الصيفية عام 1968. الفئة أ كانت من T1 إلى T9 كاملة. كانت الفئة B من T1 إلى T9 غير مكتملة. كانت الفئة C مخصصة لـ T10-L2 كاملة. كانت الفئة D غير مكتملة لـ T10-L2. كانت الفئة S مخصصة لشلل ذيل الفرس. كانت هذه الفئة ستكون جزءًا من الفئة أ، أو الفئة ب، أو الفئة ج، أو الفئة د.
من عام 1969 إلى عام 1973، أُستخدم نظام تصنيف صممه الدكتور الأسترالي بيدويل. استخدم هذا النظام بعض اختبارات العضلات لتحديد الفئة التي يجب تصنيف المصابين بالشلل النصفي غير المكتمل فيها. لقد استخدم نظام النقاط المبني على نظام تصنيف ISMGF. كانت الفئة IA وIB وIC تساوي نقطة واحدة. كانت الفئة الثانية للأشخاص الذين يعانون من آفات بين T1-T5 وعدم التوازن تستحق أيضًا نقطة واحدة. الفئة الثالثة للأشخاص الذين يعانون من آفات في T6-T10 ولديهم توازن عادل كانت تستحق نقطة واحدة. كانت الفئة الرابعة مخصصة للأشخاص الذين يعانون من آفات في T11-L3 وعضلات جذع جيدة. لقد كانا يستحقان نقطتين. كانت الفئة الخامسة مخصصة للأشخاص الذين يعانون من آفات في المنطقة القطنية الرابعة إلى الخامسة مع عضلات ساق جيدة. كانت الفئة الرابعة مخصصة للأشخاص الذين يعانون من آفات في S1-S4 مع عضلات ساق جيدة. كانت الفئة الخامسة والرابعة تستحق 3 نقاط. أُستخدم اختبار العضلات دانييلز / ورثينجتون لتحديد من كان في الفئة الخامسة ومن كان في الفئة الرابعة. لم يكن الأشخاص المصابون بالشلل النصفي والذين حصلوا على ما بين 61 إلى 80 نقطة على هذا المقياس مؤهلين. يمكن أن يحصل الفريق على 11 نقطة كحد أقصى على أرض الملعب. صُمم النظام لمنع دخول الأشخاص الذين يعانون من إصابات أقل خطورة في النخاع الشوكي، ولم يكن له أساس طبي في كثير من الحالات. كان من المفترض أن تكون هذه الفئة هي الثالثة أو الرابعة.

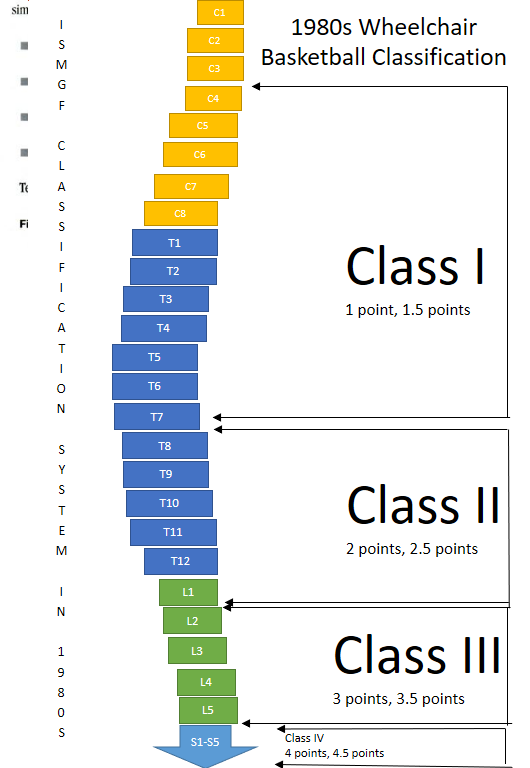
كان نظام تصنيف كرة السلة على الكراسي المتحركة المستخدم خلال الثمانينيات وظيفيًا في الغالب، لكنه كان يحتوي على عناصر تعتمد على الآفات الطبية كدليل إرشادي. سُمح بحد أقصى 14 نقطة على أرض الملعب في أي وقت.

في عام 1982، انتقلت رياضة كرة السلة على الكراسي المتحركة أخيرًا إلى نظام تصنيف وظيفي دولي. ورغم أن النظام الطبي التقليدي الذي يحدد مكان إصابة الحبل الشوكي قد يكون جزءاً من التصنيف، إلا أنه كان مجرد مكون استشاري واحد. سُمح بـ 14 نقطة كحد أقصى على الملعب في وقت واحد. كان الأشخاص في هذه الفئة سيكونون لاعبين من الدرجة الثانية برصيد 2 أو 2.5 نقطة. وفقًا لنظام التصنيف الحالي، من المرجح أن يكون الأشخاص في هذه الفئة لاعبين بنقطتين.

### سياج الكراسي المتحركة
بشكل عام، يُصنف الأشخاص في هذه الفئة إلى 2 أو 3. المبارزون على الكراسي المتحركة من هذه الفئة الذين يُصنفوا على أنهم 2 هم عمومًا مصابون بالشلل النصفي من النوع D1 إلى D9، ويسجلون أقل من 4 نقاط في اختبارات الوظيفة من النوع 1 والنوع 2. قد يكون لديهم ضعف طفيف في اليد المهيمنة في المبارزة، ولكن بخلاف ذلك يتمتعون بتوازن جيد أثناء الجلوس. المبارزون المصنفون على أنهم 3 هم مصابون بالشلل النصفي من D10 إلى L2، ويسجلون ما بين 5 إلى 9 نقاط في اختبارات الوظيفة من النوع 1 والنوع 2. بالنسبة للمسابقات الدولية المعتمدة من الاتحاد الدولي لرفع الأثقال، تُدمج الفصول الدراسية. تُدمج 3 و 4، ويتنافسان كفئة أ. ويشار إلى 2 بالفئة ب.

### رياضات أخرى
ومن الرياضات المفتوحة لأفراد هذه الفئة هي الرماية. يتنافس الأشخاص في هذه الفئة في ARW2. هذه الفئة مخصصة للأشخاص الذين لديهم وظيفة جذع جيدة ومحدودة والأداء الطبيعي في أذرعهم. وهو يشمل الرماة المصابين بالشلل النصفي، في حين يشمل ARW1 الرماة المصابين بالشلل الرباعي.
تعد لعبة البولينج ذات العشرة دبابيس رياضة أخرى مفتوحة للأشخاص في هذه الفئة، حيث يتنافسون في TPB8. لا يمتلك الأشخاص في هذه الفئة أكثر من 70 نقطة للوظائف، ولديهم ميل ذراع طبيعي للرمي ويستخدمون كرسيًا متحركًا. يمكن للأشخاص المشاركين في هذه الفئة المشاركة في التزلج الجلوسي. في الولايات المتحدة، استخدمت المسابقات المحلية تصنيفًا مختلفًا عن التصنيف المستخدم دوليًا. تُستخدم مجموعتين بدلاً من LW10 إلى LW12. المجموعة 1 مخصصة للأشخاص من T5 إلى T10. المجموعة 2 مخصصة للأشخاص الذين يعانون من آفات أعلى من T5.

## الحصول على تصنيف

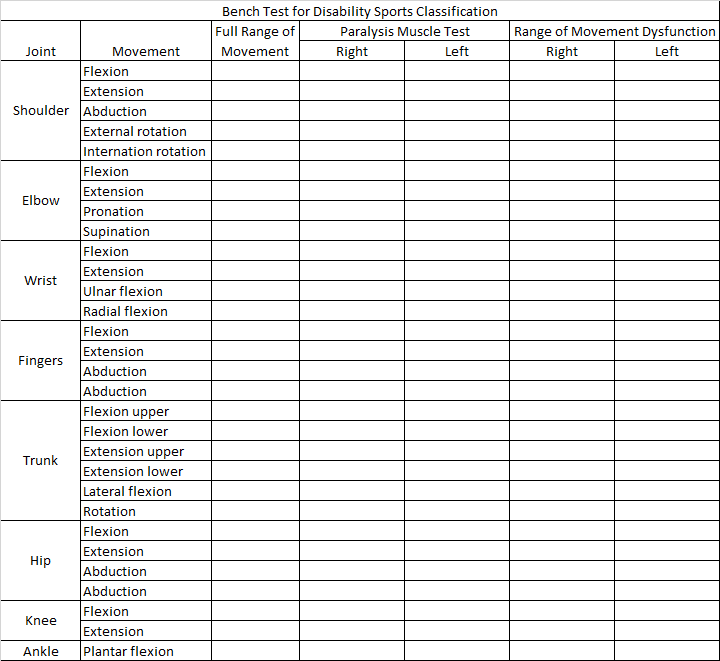
نموذج قياسي لضغط المقعد يستخدم للتصنيف الوظيفي للرياضيين على الكراسي المتحركة.

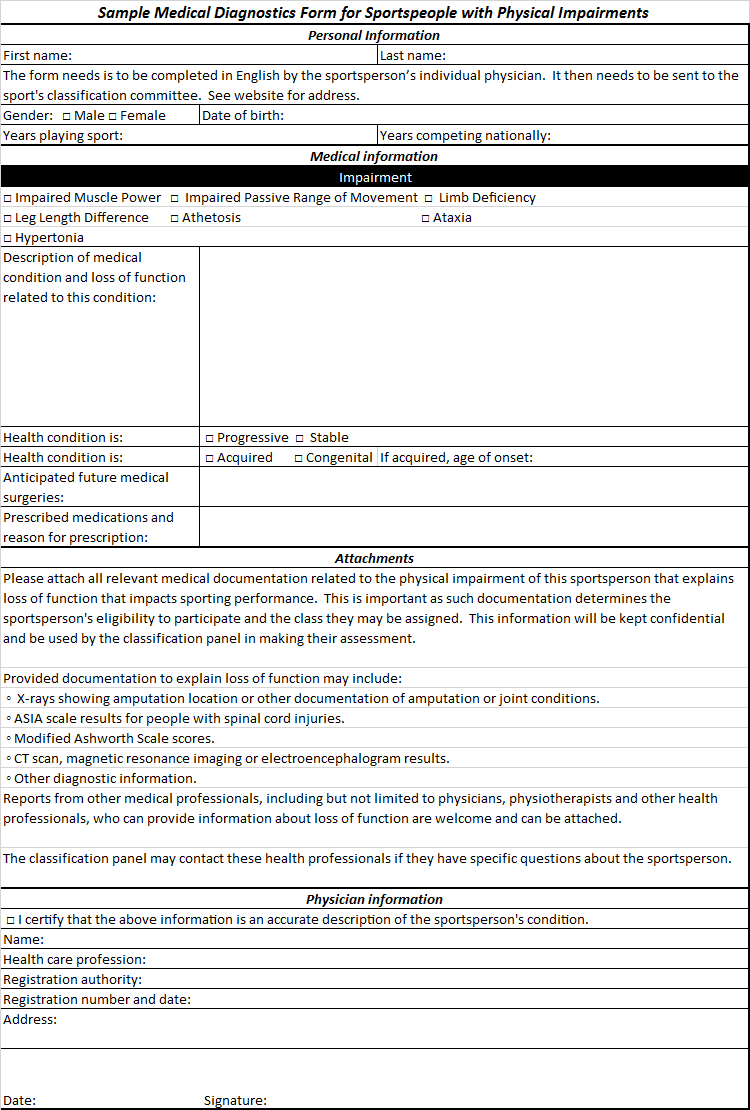
نموذج تصنيف طبي. وسوف يحتاج الرياضيون إلى إرسال بعض نماذج هذه المعلومات إلى لجنة التصنيف.

غالبًا ما يكون التصنيف خاصًا بالرياضة، ويتكون من جزأين: عملية تصنيف طبي وعملية تصنيف وظيفي.
يمكن أن يتكون التصنيف الطبي لرياضة الكراسي المتحركة من إرسال السجلات الطبية إلى المصنفين الطبيين في الاتحاد الرياضي الدولي. قد يُطلب من طبيب الرياضي تقديم معلومات طبية شاملة بما في ذلك التشخيص الطبي وأي فقدان للوظيفة مرتبط بحالته. ويشمل ذلك ما إذا كانت الحالة متقدمة أو مستقرة، وما إذا كانت حالة مكتسبة أو خلقية. وقد يتضمن ذلك طلبًا للحصول على معلومات حول أي رعاية طبية متوقعة في المستقبل. وقد يشمل أيضًا طلبًا للحصول على أي أدوية يتناولها الشخص. قد تشمل الوثائق المطلوبة الأشعة السينية، أو نتائج مقياس ASIA، أو درجات مقياس Ashworth المعدل.
أحد الوسائل القياسية لتقييم التصنيف الوظيفي هو اختبار المقعد، والذي يستخدم في السباحة وبولينج العشب والمبارزة بالكراسي المتحركة. باستخدام قياسات مجلس البحوث المتكيفة (MRC)، تُختبر قوة العضلات باستخدام تمرين ضغط المقعد لمجموعة متنوعة من الإصابات المرتبطة بالحبل الشوكي مع تقييم العضلة على مقياس من 0 إلى 5. 0 يعني عدم انقباض العضلات. 1 هو لوميض أو أثر انكماش في العضلة. A 2 هو للحركة النشطة في العضلة مع إزالة الجاذبية. 3 للحركة ضد الجاذبية. الرقم 4 هو للحركة النشطة ضد الجاذبية مع بعض المقاومة. الرقم 5 هو للحركة العضلية الطبيعية.
أثناء التصنيف الوظيفي والطبي، تُجرى عدد من الاختبارات للأشخاص في هذه الفئة. بالنسبة لاختبار دوران الجذع، من المتوقع أن يتمتع الأشخاص في هذه الفئة بوظيفة البطن.
يتضمن تصنيف سياج الكراسي المتحركة 6 اختبارات للوظيفة أثناء التصنيف، بالإضافة إلى اختبار المقعد. كل اختبار يعطي من 0 إلى 3 نقاط. 0 لا يشير إلى أي وظيفة. 1 هو الحد الأدنى للحركة. 2 للحركة العادلة ولكن التنفيذ الضعيف. 3 هو للتنفيذ العادي. الاختبار الأول هو تمديد العضلات الظهرية. الاختبار الثاني هو اختبار التوازن الجانبي للأطراف العلوية. الاختبار الثالث يقيس مدى امتداد جذع العضلات القطنية. الاختبار الرابع يقيس التوازن الجانبي أثناء حمل السلاح. يقيس الاختبار الخامس حركة الجذع في وضع بين الوضع المسجل في الاختبارين الأول والثالث، والاختبارين الثاني والرابع. الاختبار السادس يقيس امتداد الجذع بما في ذلك العضلات القطنية والظهرية أثناء الانحناء إلى الأمام بزاوية 45 درجة. بالإضافة إلى ذلك، يلزم إجراء اختبار على المقعد.